# Ostatni Mohikanin
Ostatni Mohikanin (ang. The Last of the Mohicans) – powieść przygodowo-historyczna autorstwa amerykańskiego pisarza Jamesa Fenimore’a Coopera opublikowana w roku 1826. Stanowi drugi, najbardziej znany tom z cyklu pt. Pięcioksiąg przygód Sokolego Oka. W Polsce po raz pierwszy powieść została wydana w 1830 roku w przekładzie Feliksa Wrotnowskiego pod tytułem Ostatni Mohikan.
Książka ma najbardziej zwarty wątek z całej serii. Wydarzenia rozgrywają się w połowie XVIII wieku na terenach brytyjskich kolonii w Ameryce Północnej (Prowincja Nowy Jork) podczas wojny francusko-brytyjskiej.
Po poddaniu Fortu William Henry bronionego przez Brytyjczyków i amerykańskich osadników, dochodzi do masakry jego obrońców przez sprzymierzonych z Francuzami Huronów. Sokole Oko wraz ze swoimi indiańskimi przyjaciółmi – Mohikanami Chingachgookiem i jego synem Unkasem – ratują córki angielskiego dowódcy – Korę i Alicję. Kora oraz Unkas zostają jednak zabici przez wodza Huronów, Maguę, który tę walkę również przypłacił życiem. Chingachgook, pozbawiony syna, pozostaje ostatnim żywym Mohikaninem.
Powieść cechują doskonałe opisy przyrody, wartka i pełna dramatyzmu akcja, barwna narracja oraz dobrze zarysowane sylwetki bohaterów. Powieść była kilkakrotnie ekranizowana (m.in. w 1992 roku – jako film pt. Ostatni Mohikanin).

## Adaptacje filmowe
- Ostatni Mohikanin – amerykański film z 1911 roku
- Ostatni Mohikanin – amerykański film z 1920 roku
- Ostatni Mohikanin – niemiecki film z 1920 roku
- Ostatni Mohikanin – film z 1936 roku
- Ostatni Mohikanin – film z 1947 roku
- Ostatni Mohikanin – film z 1964 roku
- Ostatni Mohikanin – film z 1965 roku
- Unkas – ostatni Mohikanin – film telewizyjny z 1969 roku
- Ostatni Mohikanin – film animowany z 1975 roku
- Ostatni Mohikanin – film animowany z 1987 roku
- Ostatni Mohikanin – film z 1992 roku